# HC-256
HC-256 ist eine Stromverschlüsselung, die 2004 von Hongjun Wu entwickelt wurde. Im europäischen Projekt eSTREAM ist die Schlüssel-reduzierte Variante HC-128 einer der Finalisten (Profil 1 – Software-Anwendungen). HC-256 und HC-128 sind frei von Patenten.

## Design
Das Design von HC-256 zielt auf eine effiziente Software-Implementierung ab.
HC-256 erzeugt einen Schlüsselstrom aus einem 256-Bit-Schlüssel und einem 256-Bit-Initialisierungsvektor. Die vereinfachte Variante HC-128 verwendet einen 128-Bit-Schlüssel und einen 128-Bit-Initialisierungsvektor.

## Eigenschaften
Im eSTREAM-Verfahren wurde die Variante HC-128 als einer von vier Algorithmen für das Portfolio 1 (Software) empfohlen. Gründe dafür sind die hohe Software-Performance. Jedoch benötigt HC-128 eine relativ aufwändige Initialisierung, weshalb der Algorithmus hauptsächlich für große Datenmengen geeignet ist. Es wurden im eSTREAM-Verfahren keine signifikanten Schwachstellen gefunden.